# Geistliches Lied in den Vereinigten Staaten
Dieser Artikel beschreibt Geschichte und Gegenwart des geistlichen Liedes und des Kirchenlieds in den nordamerikanischen Kolonien und den USA.

## Geschichte

### Die britischen Kolonien im 17. Jahrhundert
Die im gesamten Empire verbreitete 1661er Ausgabe des Book of Common Prayer und die anglikanische Tradition des Psalmgesangs in englischer Sprache hatten großen Einfluss auf den Gemeindegesang in den britischen Kolonien in Nordamerika. Das erste in Amerika gedruckte Buch war das Bay Psalm Book (1640). Es erfuhr verschiedene Neuauflagen, teilweise mit den bekannten Melodien früherer Psalter, und blieb für über ein Jahrhundert in Gebrauch als Basis für den einstimmigen Gemeindegesang der amerikanischen Kolonien.

### Die nordamerikanischen Kolonien im frühen 18. Jahrhundert, dieSinging Masters
Die religiöse Kultur der neuenglischen Kolonien war im 17. Jahrhundert durch zwei Gruppierungen religiös motivierter Auswanderer wesentlich geprägt worden: zum einen durch die Puritaner in ihrer Disziplin und Sittenstrenge, zum anderen durch die Baptisten mit ihrem Ideal der unabhängigen Gemeinde.
Dem bewussten Verzicht auf eine formale Kirchenstruktur setzten die Laienprediger der Baptisten das Vertrauen auf den unmittelbaren Ruf Gottes und das persönliche Bibelstudium entgegen. So erreichten sie eine hohe Verbreitung in den Border States und den Südstaaten.
Beide Gruppierungen maßen dem Gesang der Gemeinde eine hohe Bedeutung zu. In den ersten Jahrzehnten des 18. Jahrhunderts kam es zu Kontroversen über die Art des Gemeindegesangs: Vertreter des usual way praktizierten einen einstimmigen Gesang der ganzen Gemeinde von mündlich weitergegebenen Melodien. Dagegen forderten Vertreter des regular singings einen mehrstimmigen (meistens vierstimmigen) Gemeindegesang nach Noten. Obwohl regular singing für die gesamte Gemeinde intendiert war, führte es doch häufig zu einer Teilung der Gemeinde in Sänger und Nicht-Sänger.
Vor dem Hintergrund der Anforderungen des regular singings entstand in den Nordoststaaten im frühen 18. Jahrhundert die Einrichtung der Singing Schools, zunächst meistens in Gestalt reisender Singing Masters. Singing Masters waren oft selbst ohne traditionelle musikalische Ausbildung. Sie bereisten schwach besiedelte Gebiete und blieben jeweils wenige Wochen an einem Ort, um dort musikalische Grundlagen und den Gesang von Kirchenliedern nach Noten zu lehren. Häufig verkauften Singing Masters selbstzusammengestellte Lehrbücher oder Notenbücher mit eigener geistlicher Gebrauchsmusik.
Der usual way wurde noch bis in das 19. Jahrhundert gepflegt, vor allem in ländlichen Gegenden, deren Bevölkerung häufig wenig Lesen und Schreiben konnte. Häufig Praxis, bereits in einzelnen schottischen und englischen Kirchen üblich, war die Lined-out Hymnody: Ein Vorsänger sang eine einstimmige Melodie zeilenweise knapp vor, die Gemeinde sang die einzelnen Zeilen in langsamen Tempo (oder auch ganz ohne durchgängiges Metrum) mit Glissandi und improvisierten Verzierungen nach. Textliche Basis der Lined-out Hymnody waren metrische Psalmbereimungen und Texte der britischen Tradition, z. B. Texte von Isaac Watts. Musikalische Basis waren die Melodien der Metrical Psalter sowie volksmusikalische Melodien.

### Die amerikanischen Kolonien nach 1730:First Great AwakeningundFirst New England School
Angegriffen beispielsweise durch Gedankengut der Aufklärung, durch die negative Berichterstattung über die Salem Witch Trials oder durch räumliche Isolation waren der religiöse Eifer und das persönliche religiöse Engagement der amerikanischen Puritaner und Kongregationalisten zum 18. Jahrhundert hin beständig zurückgegangen.
Anregungen durch Prediger der englischen Erweckungsbewegung und des entstehenden Methodismus führten in den 1730er bis 1740er Jahren zu einer Erweckungsbewegung in Neuengland. Sie war in ihren Idealen und Ausdrucksformen dem englischen Vorbild vergleichbar, erfasste allerdings vor allem Presbyterianer, Kongregationalisten und Baptisten. Diese erste amerikanische Erweckungsbewegung wird als First Great Awakening bezeichnet. Zu ihren herausragenden Personen gehören der Presbyterianer Tennent, Jonathan Edwards (1703–1758) und der zwischen Großbritannien und Amerika reisende George Whitefield (1714–1770).
Jonathan Edwards war kongregationalistischer Prediger, Missionar und Theologe aus Massachusetts. Als mitreißender Prediger, der wieder zu den strengen Calvinistischen Wurzeln zurückkehren und neu Gottesfurcht wecken wollte, gewann er eine große Anhängerschaft.
George Whitefield, einer der führenden Köpfe des englischen Methodismus, ging 1738 nach Amerika. Als charismatischer Prediger hielt er öffentliche Erweckungsveranstaltungen (Revivals) vor bis zu 20.000 Zuhörern. Seine Predigtstil war wegweisend in seiner Dramatik und Emotionalität und führte regelmäßig zu hysterisch anmutenden Tränenausbrüchen und zu Massenbekehrungen seiner Zuhörer. Durch seine weiten Reisen durch alle amerikanischen Kolonien wurde er eine der bekanntesten amerikanischen Persönlichkeiten seiner Zeit.
Die englischen Kirchenlieder des frühen 18. Jahrhunderts, etwa von Isaac Watts und Charles Wesley, erreichten im First Great Awakening eine große Beliebtheit. Auch beeinflusst vom Psalmgesang und von Volksmusik entstand eine eigenständige vierstimmige a cappella-Musikkultur, die First New England School. Die gemischte Besetzung jeder Stimme mit Frauen- und Männerstimmen ist charakteristisch.
Aktivitäten baptistischer und presbyterianischer Missionare führte auch zu einer großen Verbreitung der Kirchenlieder Neuenglands in den Süden. Singing Masters arbeiteten mit großem Eifer für die Förderung des regular singings, und der Besuch eines Singing Masters bedeutete für eine Kleinstadt der Südstaaten ein soziales Ereignis, für das weite Anreisen in Kauf genommen wurden. Die vierstimmige A-cappella-Gemeindeliedkultur erreichte im ländlichen Süden eine hohe Popularität. Gegen 1750, als religiöser Eifer und Enthusiasmus wieder zurückgingen, hatte sich das regular singing gegenüber dem usual way weiträumig durchgesetzt.
In der zweiten Hälfte des 18. Jahrhunderts brachte die Tradition der Singing Masters einzelne herausragende frühe amerikanische Komponisten hervor, unter ihnen William Billings, Supply Belcher und Daniel Read.
William Billings (1746–1800) wird als Vater des amerikanischen Chor- und Kirchenlieds angesehen. Ohne konventionelle musikalische Ausbildung arbeitete er als Singing Master und veröffentlichte mehrere umfangreiche Sammlungen vierstimmiger Chor- und Kirchenlieder, z. B. The New-England Psalm-Singer (1770) und The Singing Master’s Assistant (1778). Neben homophonen Sätzen hat Billings auch schlichte polyphone Chorstücke komponiert, beispielsweise Fuging Tunes. Relativ bekannt ist Billings’ Satz Africa – der Titel scheint willkürlich gewählt – in dem es, wie oft in seinen Liedern, keine eindeutige Melodiestimme gibt. Africa wurde u. a. mit einem Text von Isaac Watts unterlegt, zu anderen Sätzen hat Billings eigene Texte gedichtet.

### 1776–1840er Jahre:Singing Schools,Shape Note Musicund dasSecond Great Awakening
Nach der Unabhängigkeitserklärung von 1776 brachten Bevölkerungswachstum und fortschreitende Industrialisierung den USA große soziale Veränderungen. Die Städte vor allem der Nordostküste erlebten ein rasches Wachstum.
Reisende Singing Masters verloren an Bedeutung gegenüber regelmäßigen, ortsgebundenen Singing Schools und festen, institutionalisierten Musikschulen. Im Geist der Industrialisierung wurden 4-stimmige Lehr- und Liederbücher zum Gebrauch in Singing Schools standardisiert und pädagogisch weiterentwickelt. 1801 gaben William Smith und William Little mit The Easy Instructor das erste Chorbuch heraus, das für die unterschiedlichen Stufen der Tonleiter unterschiedliche Notenformen verwendete, um das Singen nach Noten zu erleichtern. Dieses und zahlreiche folgende Chorbücher in Shape-Notation erlangten im Nordosten schnell hohe Beliebtheit, und die geistliche Shape Note-Chormusik erreichte eine hohe Popularität.
Zugleich zum Wachstum der großen Städte erlaubten die Anerkennung der Unabhängigkeit durch Großbritannien (1783) und der Erwerb Louisianas (1804) die Ausbreitung der US-amerikanischen Zivilisation in den entlegensten Westen, wo an der Grenze zur Wildnis die zentrale Regierung nur wenig Autorität auszuüben vermochte. Beide Entwicklungen führten für viele Amerikaner zur Auflösung traditioneller sozialer Bindungen und zu einer wachsenden Verunsicherung.
Verbunden mit dieser Verunsicherung und genährt durch die Säkularisierung des 18. Jahrhunderts und das allgegenwärtige Gedankengut der Aufklärung entstand im amerikanischen Protestantismus die Sorge, in der religiösen Praxis nachlässig und oberflächlich geworden zu sein.
So kam es, beginnend in den 1790er Jahren, zunächst im Süden und im dünn besiedelten alten Südwesten der USA zu einer neuen, konfessionsübergreifenden Erweckungsbewegung. Sie fand ihren Ausdruck in einem neu erwachten religiösen Gefühl und in zahlreichen öffentlichen Bekehrungsveranstaltungen, den Revivals.
Eine der Hauptformen des Revivals war das Camp Meeting. So nannte man mehrtägige religiöse Veranstaltung, oft unter freiem Himmel, die auch Übernachtungen der Hunderte oder Tausende häufig von weither angereisten Teilnehmer einschlossen, Weiße wie Sklaven. Camp Meetings waren geprägt von feurigen Predigten reisender Evangelisten aus den Reihen der Baptisten, Methodisten und Presbyterianer, aber auch von Gesängen, öffentlichen Sündenbekenntnissen, spontanen ekstatischen Ausbrüchen und Tanz. Massenbekehrungen bei Revivals führten mit dazu, dass die Methodisten bis zum 19. Jahrhundert die größte Religionsgemeinschaft in den USA wurden; im Süden wurden die Baptisten die dominante Konfession.
An einem Camp Meeting in Kentucky nahmen 1801 25.000 Menschen teil. Bis zu den 1820er Jahren hatte die Erweckungsbewegung die gesamten USA erfasst. Man sprach vom Second Great Awakening in Anlehnung an die Bewegung in den 1730er-40er Jahren. In den Städten Neuenglands entstanden neue Konfessionen und überkonfessionelle Gesellschaften zur Missionierung und Zivilisierung des Westens und zur Förderung der christlichen Bildung.
Mit der Ausbreitung der Erweckungsbewegung durch Evangelisten wie Charles Grandison Finney ging konfessionsübergreifend eine theologische Verschiebung einher, die auch in den Texten der geistlichen Lieder ihren Niederschlag fand: Die traditionelle calvinistische Lehre der doppelten Prädestination, nach der Gott vor aller Zeit unwiderruflich entschieden habe, wer zu den Erretteten und wer zu den Verdammten zähle, trat zunehmend in den Hintergrund gegenüber einer evangelikal-missionarisch ausgerichteten Glaubenspraxis, die letztlich die Gnade Gottes als durch jeden sich bekehrenden Menschen erreichbar darstellte. Sich bewusst für Gott zu entscheiden, der Sünde zu widerstehen, ein moralisches Leben in persönlicher Beziehung zu Christus zu führen und seinen Glauben zu bezeugen stand im Vordergrund.
Dementsprechend waren in den Revivals die Lieder John Wesleys und seiner Nachfolger sehr beliebt. Auch die Lyrik von Isaac Watts und John Newton und die Lieder von John Cennick erreichten weite Verbreitung. Viele geistliche Lieder der Camp Meetings waren allerdings halb-improvisiert oder aus Versatzstücken geläufiger Texte und Melodiepartikel spontan zusammengesetzt. Die weltliche Volksmusik und die Musiktraditionen der Schwarzen hatten großen Einfluss auf diese Lieder. So entstanden musikalisch einfache, mitreißende Melodien mit zahlreichen Wiederholungen, häufig mit einem Refrain. Beispiele solcher Camp Meeting Songs sind Give me that old time religion und Blessed be the name.
Das Ende der 1840er Jahre, als der religiöse Enthusiasmus in weiten Gebieten der USA wieder zurückging, wird allgemein als Ende des Second Great Awakening gesehen.

### Die Südstaaten ab dem zweiten Drittel des 19. Jahrhunderts:Shape Note MusicundSacred Harp
In vielen Kirchen der Südstaaten war im frühen 19. Jahrhundert nach wie vor der usual way des Singens gebräuchlich gewesen, oft in Form der Lined-out Hymnody. Mit der Ausbreitung des Awakenings verbreitete sich allerdings die Shape Note-Tradition aus dem Norden in den ländlichen Süden und erreichte dort hohe Popularität. Neue Liederbücher in Shape Notes bewahrten zum einen die geistlichen Lieder früherer amerikanischer Traditionen, etwa die homophone Sätze und Fuging Tunes von Singing Masters wie William Billings und Daniel Read sowie Camp Meeting Songs. Zum anderen nahm die Shape Note-Bewegung auch lokale Einflüsse auf, beispielsweise das langsame Tempo und Verzierungstechniken der Lined-Out Hymnody. Die Wanderung des Shape Note-Singens in den Süden führte auch zur Übernahme volksmusikalischer Elemente: Insbesondere die Bewohner der Appalachen, großenteils arme irische oder schottische Siedler und ihre Nachfahren, beeinflussten mit ihren Balladen und Folk-Melodien die Shape Note-Tradition. So wird beispielsweise für das Lied Amazing Grace eine weltliche Melodievorlage aus diesem Umkreis vermutet, welche neu textiert und im Stil der Shape-Note-Tradition vierstimmig gesetzt wurde.
Es entstanden verschiedene Shape Note-Systeme. Viele Kirchen in den Südstaaten verwendeten im seven-note-System gedruckte Gesangbücher in den Gottesdiensten. Die größte Verbreitung erreichte jedoch das Sacred Harp-System mit seinen vier verschiedenen Notenformen.
Die bis heute lebendige Sacred-Harp-Musik geht auf das 1844 von Benjamin Franklin White und Elisha J. King herausgegebene Shape-Note-Liederbuch The Sacred Harp zurück, zu dem es verschiedene Neuauflagen gab. Sacred Harp-Musik wird in Gottesdiensten und bei besonderen Veranstaltungen, den Singings, musiziert und auf speziellen Singing Schools gelehrt. Die Sänger der vier Stimmen stellen sich einander zugewandt in einem Quadrat auf, wobei Sopran und Tenor üblicherweise mit Männer- und Frauenstimmen gemischt besetzt werden.
In einzelnen Kirchen, etwa bei den Old Regular Baptists oder den Primitive Baptists blieb die überkommene Lined-out Hymnody musikalisch bestimmend, wobei statt einer rein mündlichen Überlieferung im späten 19. Jahrhundert zunehmend Textgesangbücher herausgegeben wurden.

### Die Nordstaaten ab dem zweiten Drittel des 19. Jahrhunderts:better music-Bewegung

#### Lowell Mason undbetter music
Während die Shape Notes im Süden großen Einfluss gewannen, wurden sie im städtisch geprägten Neu-England bald wieder zurückgedrängt durch eine Bewegung, welche die Shape Note-Tradition und mit ihr die gesamte genuin-amerikanische Kirchenmusik wie Lined-out Hymnody, die Musik der First New-England School und die halb-improvisierte Musik der Camp Meetings als minderwertig betrachtete. Diese better music-Bewegung war bestrebt, eine an den Maßstäben europäischer Kunstmusik orientierte neue Kirchenmusik zu etablieren.
Führender Kopf der better music-Bewegung war der Bankbeamte Lowell Mason (1792–1872). Mason hatte eine klassische musikalische Ausbildung und wurde zunächst als Herausgeber eines erfolgreichen Gesangbuchs bekannt, dessen Melodien Werken europäischer Komponisten wie Joseph Haydn oder Wolfgang Amadeus Mozart entnommen waren (1822). Als Mitbegründer der Boston Academy of Music (1833) und Leiter zahlreicher Kirchenchöre kämpfte Mason mit großem Einfluss für den Aufbau eines Kirchenmusik- und Musikschulwesens nach europäisch-klassischem Modell.
Mason schrieb über 1600 Kirchenlieder, deren Melodien an barocke und klassische europäische Vorbilder angelehnt sind. Im Gegensatz zu den Sätzen der First New-England School sind seine Kirchenlieder durchgängig homophon gesetzt in einfacher Harmonik mit schlichten Begleitstimmen. Mason forderte eine Orgelbegleitung der Gemeinde. Beispielhaft sind seine Melodien Joy to the World (Freue dich, Welt, dein König naht), zu einer Textvorlage von Isaac Watts einer Melodie von Georg Friedrich Händel nachgeformt, Schau ich zu deinem Kreuze hin und das späte Work, for the Night is Coming (Auf, denn die Nacht wird kommen) (1864).
Zu Lowell Masons Mitarbeitern in der better music-Bewegung gehörten sein Bruder Timothy Mason und Thomas Hastings (1784–1872). Hastings, Komponist der Melodien  'Tis Thine alone, almighty Name (heute gebräuchlich zu dem Text O kaufe aus die Gnadenzeit) und des späten Rock of Ages (1774, Fels des Heils, geöffnet mir) zu einem Text von Augustus Montague Toplady (1740–1778) und, arbeitete eng mit dem Evangelisten Charles Grandison Finney zusammen und unterstützte Lowell Mason in dem schwierigen Bemühen, nicht nur die Musik im kirchlichen Gottesdienst zu reformieren, sondern das neue Kirchenlied auch im Umfeld des Revivals zu etablieren.

#### Sunday School Songs
In der Mitte des 19. Jahrhunderts erlebte die amerikanische Sonntagsschule ein außergewöhnliches Wachstum. Nahmen 1824 weniger als 100.000 Kinder am Unterricht der Sunday School teil, so stieg diese Zahl bis 1831 auf 600.000 und bis 1875 auf 3.250.000. Zugleich entstand mit dem Sunday School Song ein besonderer Kirchenlied-Typus für den Gebrauch in der Sonntagsschule.
Maßgeblich wurde die Entwicklung des Sunday School Songs durch William Batchelder Bradbury (1816–1868) geprägt. Zunächst Musikschüler bei Lowell Mason, wurde er Kirchenmusiker an verschiedenen baptistischen Kirchen in New York City. Er arbeitete vor allem mit Kinderchören, gab Musikunterricht und führte jährliche Kindermusikfestivals durch.
1841 erschien Bradburys erste Liedersammlung für Kinder, The Young Choir. Bis 1867 gab Bradbury 59 Sammlungen heraus, darunter zahlreiche speziell für den Gebrauch in der Sonntagsschule, etwa 1861 die Sammlung Golden Chain. Zu Bradburys bekanntesten Sunday School Songs gehören Jesus Loves Me (1862, Text von Anna B. Warner und David Rutherford McGuire) und He leadeth Me. Bradbury ist auch Komponist der (späteren) Melodien Oh Bliss of the Purified (1869, Text von Francis Bottome, übersetzt von Ernst Heinrich Gebhardt als Welch Glück ist's, erlöst zu sein) und Sweet Hour of Prayer (1873, Text von William W. Walford, übersetzt von Ernst Heinrich Gebhardt als Wie schön ist's doch, wenn im Gebet).
Bekannter Komponist von Sunday School Songs neben Bradbury war George Frederick Root (1820–1895). Root arbeitete als Musikschullehrer in Boston im Umfeld von Lowell Mason und Thomas Hastings. Bekannt sind seine Melodien When He Cometh, when He Cometh (1873, Text von William Orcutt Cushing, übersetzt von Ernst Heinrich Gebhardt zu Wenn der Heiland, wenn der Heiland als König erscheint) und Come to the Saviour, Make no Delay (1873, Text vom Komponisten, übersetzt von Ernst Heinrich Gebhardt zu Komm zu dem Heiland, komme noch heut, Melodie auch geläufig zu dem Text Der Bräut'gam kommt, o denkt an sein Wort von Johanna Meyer). Auch die Melodien zu Ring the Bells of heaven und Why do you wait stammen von Root.
Sunday School Songs zeichnen sich durch fröhliche, eingängige Melodien aus, die übersichtlich strukturiert sind und meistens einen Refrain besitzen, ähnlich dem Camp Meeting Song. Rhythmisch ist ein Sunday School Song meistens nur aus wenigen, häufig wiederholten Mustern aufgebaut. Als Begleitung sind typischerweise nur die drei Hauptfunktionen in Dur vorgesehen. Anklänge an weltliche Melodie-Vorbilder wurden nicht vermieden.
Die Texte von Sunday School Songs sind sehr subjektiv. In alltäglichem Englisch beschreiben meistens die himmlischen Freuden, das Glück, ein christliches Leben zu führen, oder die Liebe Christi zum Singenden.

#### Gospel Songs: Das Evangeliumslied
Unter dem Einfluss verstärkter Erweckungsaktivitäten im späten 19. Jahrhundert entwickelte sich der Stil des Sunday School Songs der 1850er/1860er Jahre bis in die 1870er/1880er Jahre zu einem neuen Evangeliums- und Erweckungslied, im Englischen schlicht als Gospel Song oder Gospel Hymn bezeichnet – jedoch nicht zu verwechseln mit dem späteren Black Gospel oder Southern Gospel.
Die frühesten Einflüsse stammen aus dem Camp Meeting Song und der amerikanischen Volksmusik vor allem der irisch- oder schottisch-stämmigen Bewohner der Appalachen. Auch die Shape-Note-Tradition des mittleren 19. Jahrhunderts hat den Gospel Song beeinflusst.
Die zentralen Einflüsse des Gospel Songs stammen allerdings aus der populären weltlichen Musik des mittleren bis späten 19. Jahrhunderts: Parlor Songs von Stephen (Collins) Foster (dem Songwriter von Oh! Susanna) und anderen, der Stil populärer Balladen wie The Battle Hymn of the Republic, Rhythmik und Melodiebildung der Musik der amerikanischen Brass Bands die während des Sezessionskriegs (1861–1865) überall in den Nordstaaten präsent war.

### Negro Spiritual, Black Gospel
Mit Abschaffung der Sklaverei in den Vereinigten Staaten entstand ein neues Interesse für die religiöse Musik der Schwarzen. Negro Spirituals und Black Gospel erreichten weltweite Verbreitung.

### 20. Jahrhundert
In der zweiten Hälfte des 20. Jahrhunderts entstanden mit Contemporary Christian Music (CCM) und Lobpreis und Anbetung (Praise and Worship Music) weitere Traditionen des popularmusikalisch geprägten geistlichen Lieds.